# Дедоплистскаро
Дедоплистскаро (груз. დედოფლისწყარო) је град у Грузији у регији Кахетија. Према процени из 2014. у граду је живело 5.940 становника.

## Становништво
Према процени, у граду је 2014. живело 5.940 становника.
| 1989.  | 2002. | 2014  |
| ------ | ----- | ----- |
| 10.249 | 7.628 | 5.940 |